# Luis García Arribas
Luis García Arribas (Palencia, España; 14 de septiembre de 1930 - Palencia, España; 29 de septiembre de 2013) fue un abogado español. Funcionario del Estado y profesional liberal, adquirió dimensión pública al ser elegido presidente de la entidad financiera Caja de Ahorros y Monte de Piedad de Palencia y posteriormente de Caja España de Inversiones, Caja de Ahorros y Monte de Piedad, más conocida como Caja España, en cuya creación jugó un papel clave. 

## Infancia y juventud
Hijo de Clemente García Millán, camarero de profesión, y de Trinidad Arribas Cuenca, ama de casa. Contrajo matrimonio en 1958 con Leonor Cantera Rodríguez, tuvo cuatro hijos, y 7 nietos. Su infancia estuvo marcada por la dureza de la postguerra, donde sus responsabilidades como hermano mayor y sus esfuerzos para destacar en los estudios forjaron el carácter austero y trabajador que ha marcado su trayectoria personal y profesional. Durante la guerra y hasta el año 1942 compartió el hogar familiar su tío Dionisio Zabala Ipuy, músico hondarribiarra, de donde nació un intenso y duradero afecto entre ambos. Estudió en el colegio Maristas Castilla de Palencia, lugar a donde emigraron sus progenitores desde sus lugares de origen, Medina del Campo (Valladolid) y Espinosa de los Caballeros (Ávila).

## Carrera profesional
Al terminar sus estudios de bachillerato aprendió mecanografía, pasando a trabajar como auxiliar administrativo en la Organización Juvenil Española (OJE). A los seis meses ganó plaza por oposición a mecanógrafo de la Organización Sindical Española, compaginando a partir de entonces el trabajo con el estudio de carrera de Derecho, primero en la Universidad de Oviedo y luego en la Universidad de Salamanca. 
Apenas licenciado se presentó a las oposiciones a letrado sindical en Madrid, examen en el que coincidió con otros dos jóvenes y entonces desconocidos abogados castellanoleoneses, Adolfo Suárez y José Luis de los Mozos, futuros presidente del Gobierno de España y magistrado del Tribunal Constitucional de España, respectivamente. 
Posteriormente se presentó a las oposiciones al cuerpo técnico del Instituto Nacional de la Vivienda de España (posteriormente Ministerio de la Vivienda de España, y mucho más tarde Ministerio de Obras Públicas y Urbanismo) obteniendo el puesto número 26. Por último opositó al cuerpo técnico del estado siendo destinado a su ciudad natal, Palencia, donde compaginó los cargos de secretario técnico provincial de la Vivienda de Palencia y jefe de los servicios jurídicos de la Organización Sindical Española. 
Obtuvo este último puesto por oposición, formando parte así de la Organización Sindical Española, comúnmente conocida como Sindicato Vertical, única organización de sindicato legal en España durante el franquismo. En este período realizó una ingente labor de asesoramiento jurídico gratuito al obrero palentino, en particular al trabajador agrícola, recorriendo en automóvil miles de kilómetros hasta los lugares más recónditos de la geografía provincial. Su labor en defensa de los derechos del obrero y sus dotes conciliadoras  en situaciones conflictivas le granjeó el afecto y respeto tanto de obreros como empresarios.
En los finales del franquismo intervino decisivamente en el apaciguamiento de un conato de huelga de la minería del carbón del norte palentino (empresa Minas de Barruelo S. A. ) reuniéndose en el interior de los pozos con los promotores de la huelga. Elaboró en colaboración con Antonio Díez Salvador el primer convenio colectivo del campo de la provincia de Palencia, instrumento decisivo para proteger los derechos y limitar las obligaciones del asalariado agrícola, hasta entonces sujetas esencialmente al capricho del empresario. 
En 1984 fue elegido casi unánimemente -todos los votantes menos uno-presidente de Caja de Ahorros y Monte de Piedad de Palencia por la rama de impositores, cargo no remunerado que ocupó hasta 1990. Durante su presidencia tuvo lugar el traslado de la sede central de la entidad al antiguo edificio del Bar Royal, el mismo local donde trabajara su padre durante años como camarero, hecho que mencionó con orgullo en el discurso inaugural el 2 de octubre de 1987. Este edificio alberga desde el año 2005 la sede del Consejo de Cuentas de la Junta de Castilla y León. 
Posteriormente presidió de forma activa la fusión de cinco Cajas de Ahorro de Castilla y León, donde su experiencia y conocimientos jurídicos resultaron esenciales para conciliar los intereses contrapuestos de las partes implicadas y llevar a término el proyecto. De esta manera nació Caja España de Inversiones, Caja de Ahorros y Monte de Piedad, más conocida como Caja España. En el momento de su nacimiento contaba con un nivel de activos totales de 510.148 millones de pesetas (3.066 millones de €) ocupando el noveno lugar en el ranking de las Cajas españolas y el 24 en el conjunto de los grupos financieros de España.
Una vez concluido el proceso de fusión con la firma de la escritura pública de constitución el 16 de junio de 1990, fue elegido dos días más tarde primer presidente de la nueva entidad Caja España, cargo tampoco remunerado. Permaneció en su cargo hasta expirar el plazo máximo señalado por la ley. Durante ese tiempo presidió un sinnúmero de actos relacionados con las actividades de la Caja, siendo apreciado por los trabajadores de la entidad. 

## Causas judiciales
El 20 de mayo de 1986 mientras ostentaba el cargo de secretario técnico de la delegación del Ministerio de Obras Públicas y Urbanismo, fue detenido, por orden de la entonces gobernadora civil del PSOE, Rosa de Lima Manzano Gete, aduciendo como motivo irregularidades en la calificación de un grupo de viviendas llamado los Olmillos situado en Villamuriel de Cerrato, Palencia. Junto a él fueron detenidos además Luis Gutiérrez Gallego, arquitecto Jefe de dicha delegación, y José Antonio Sacristán Rodríguez, delegado director de la misma. 
Esta causa constituyó sin duda uno de los hechos más turbios en la historia de la política local de las décadas de 1980 y 1990, pues como quedó demostrado fehacientemente por vía judicial las supuestas irregularidades eran inexistentes. El sumario fue tratado por tres jueces, sin que apreciaran indicios de delito ni falta alguna. 
Desde un primer momento se interpretó todo el proceso como una maniobra de índole política orquestada por la mencionada Gobernadora Civil, a un mes de los comicios generales del 22 de junio de 1986, tal y como recogió la prensa local en varias ocasiones. Esta interpretación viene avalada por el desarrollo de los hechos, donde a lo improcedente de la detención se sumó un ensañamiento de autoridades y prensa de una virulencia inusitada para una pequeña capital de provincias. 
Tanto Luis García Arribas como sus compañeros de trabajo fueron citados a personarse en la Comisaría de Policía sin recibir más detalles. Allí se les comunicó que estaban detenidos sin más explicación ni exposición de cargos que se les imputaba, circunstancia que continuó hasta días después una vez en libertad bajo fianza. Durante las 72 horas de permanencia en los calabozos de la policía, sufrió un coma hipoglucémico ya que tratándose de un diabético insulinodependiente se le negó la atención sanitaria necesaria para el tratamiento de su dolencia crónica. Sus familiares tuvieron serias dificultades en convencer a las autoridades para que recibiera atención médica especializada, a lo que finalmente accedieron dado el riesgo real de fallecimiento en las instalaciones policiales. 
Trasladado al Hospital Provincial San Telmo pudo recuperarse sin secuelas físicas. Una vez normalizadas sus constantes se le trasladó de inmediato a la Prisión Provincial, permaneciendo detenido un total de tres días, siendo puesto en libertad finalmente tras el pago de una fianza de 5 millones de pesetas (30.050 €). 
El proceso judicial se prolongó durante años, tiempo en el que en ningún momento tanto Luis García Arribas como sus compañeros de trabajo estuvieron procesados. Finalmente el sobreseimiento de la causa llegó en julio de 1990 sin que los implicados promovieran causas judiciales exigiendo la reparación de los daños físicos, económicos y morales causados a sus personas. La prensa local encontró justificación a este hecho tanto en el hastío de los afectados como en el fallecimiento en accidente de aviación el 30 de junio de 1988 de la promotora del proceso, la ex Gobernadora Civil  Rosa de Lima Manzano Gete, en aquel entoncesdirectora General de Tráfico durante la tercera legislatura del PSOE.